# Gypsy Joe
Gypsy Joe è un cortometraggio muto del 1916 diretto da Clarence G. Badger e da William Campbell.

## Produzione
Il film fu prodotto da Mack Sennett per Keystone Film Company che era una delle tre compagnie controllate dalla Triangle Film Corporation.

## Distribuzione
Distribuito dalla Triangle Distributing, il film - un cortometraggio in due bobine - uscì nelle sale cinematografiche degli Stati Uniti il 9 marzo 1916.